# 達爾馬鰍
達爾馬鰍為輻鰭魚綱鯉形目鰍科的其中一種，被IUCN列為易危保育類動物，分布於歐洲克羅埃西亞塞蒂娜河流域，體長可達6.7公分，棲息在沙泥底質的湖泊及河川底層水域，生活習性不明。

## 扩展阅读
維基物種上的相關：達爾馬鰍